# 夏西斯特羅伊
60°08′N 32°34′E / 60.133°N 32.567°E
夏西斯特羅伊（俄语：Сясьстро́й）是俄羅斯列寧格勒州的一個城市，位於聖彼得堡東北140公里夏西河河口附近。2002年人口為13,969人。